# David Printz
David Printz (* 24. Juli 1980 in Solna) ist ein ehemaliger  schwedischer Eishockeyspieler.

## Karriere
David Printz begann seine Karriere als Eishockeyspieler in seiner Heimatstadt im Nachwuchsbereich des AIK Solna, in dem er bis 2000 aktiv war. Anschließend verbrachte der Verteidiger eine Spielzeit in der nordamerikanischen Juniorenliga America West Hockey League, in der er für die Great Falls Americans spielte. Zur Saison 2001/02 kehrte er nach Solna zurück, für dessen Profimannschaft er sein Debüt in der Elitserien gab. In seinem Rookiejahr erzielte er in 37 Spielen drei Tore und gab zwei Vorlagen. Am Saisonende stieg AIK in die zweitklassige HockeyAllsvenskan ab und der Linksschütze wechselte in die finnische SM-liiga, in der er in der Saison 2002/03 für den HPK Hämeenlinna und Ilves Tampere auf dem Eis stand. 
Nach einer weiteren Spielzeit bei AIK in der HockeyAllsvenskan wurde Printz im Sommer 2004 von den Philadelphia Flyers nach Nordamerika beordert. Diese hatten ihn bereits im NHL Entry Draft 2001 in der siebten Runde als insgesamt 225. Spieler ausgewählt. In seinen drei Jahren im Franchise der Flyers kam er jedoch fast ausschließlich für deren Farmteam aus der American Hockey League, die Philadelphia Phantoms, zum Einsatz. Zudem stand er in zwei Spielen für die Trenton Titans aus der ECHL auf dem Eis. Zwischen 2005 und 2007 bestritt der Schwede insgesamt 13 Partien in der National Hockey League für die Flyers, in denen er punktlos blieb und vier Strafminuten erhielt. 
Ab der Saison 2007/08 spielte Printz in seiner schwedischen Heimat für den Djurgårdens IF in der Elitserien und wurde mit diesem 2010 schwedischer Vizemeister. Ende Mai 2012 wurde er vom neuen KHL-Teilnehmer HC Slovan Bratislava verpflichtet, absolvierte aber nur eine KHL-Partie für Slovan, da er sich nicht innerhalb des Teams durchsetzen konnte. Daher wurde sein Vertrag Mitte Oktober 2012 aufgelöst.
Von 2013 bis 2016 spielte Printz für die Nürnberg Ice Tigers in der Deutschen Eishockey Liga, anschließend zwei Jahre beim Karlskrona HK. Zu Beginn der Saison 2018/19 stand er beim Timrå IK unter Vertrag, ehe er im Januar 2019 leihweise zum Frölunda HC wechselte. Mit Frölunda gewann er 2019 und 2020 die Champions Hockey League sowie die schwedische Meisterschaft 2019.
2020 beendete er seine Karriere und wurde Nachwuchstrainer bei Djurgårdens IF.

## Erfolge und Auszeichnungen
- 2001 All-AWHL Team
- 2005 Calder-Cup-Gewinn mit den Philadelphia Phantoms
- 2010 Schwedischer Vizemeister mit Djurgårdens IF
- 2019 Champions-Hockey-League-Gewinn mit dem Frölunda HC
- 2019 Schwedischer Meister mit dem Frölunda HC
- 2020 Champions-Hockey-League-Gewinn mit dem Frölunda HC

## Karrierestatistik
(Legende zur Spielerstatistik: Sp oder GP = absolvierte Spiele; T oder G = erzielte Tore; V oder A = erzielte Assists; Pkt oder Pts = erzielte Scorerpunkte; SM oder PIM = erhaltene Strafminuten; +/− = Plus/Minus-Bilanz; PP = erzielte Überzahltore; SH = erzielte Unterzahltore; GW = erzielte Siegtore; 1 Play-downs/Relegation; Kursiv: Statistik nicht vollständig)